# Hadropogonichthys leptopus
Hadropogonichthys leptopus es una especie de pez de la familia de los Zoarcidae en el orden de los perciformes.

## Observaciones
Es inofensivo para los humanos. 